# Тритопатры
Тритопатры (Тритопаторы, др.-греч. Τριτοπάτορες) — древнегреческие божества, почитавшиеся в Аттике. Сведения о них изложены аттидографами, цитируемыми в словаре Суды.
В орфических поэмах их имена Амалкид, Протокл и Протоклеонт (Протокреонт), они считаются привратниками и стражами ветров. Также называл их ветрами историк Демон, а также Иоанн Цец, который упоминает орфических тритопатров, именно рассуждая о ветрах.
По Клидему, они — сыновья Урана и Геи, их имена Котт, Бриарей и Гигес (те же имена носят у Гесиода гекатонхейры). Фанодем указывает, что им приносили жертвы только афиняне перед вступлением в брак, для рождения детей.
По Филохору, Тритопатры — перворожденные существа, предки людей, родились от Гелиоса-Аполлона и Геи или от Урана и Геи. Аристофан Византийский толкует их имя как «прадедушки».
Источник Цицерона сопоставляет эту триаду с парой Диоскуров, называя афинскими Анактами, родившимися от древнейшего Зевса и Персефоны, чьи имена Тритопатрей, Евбулей и Дионисий. Еще один источник приводит имена Бритомарт (ср. Бритомартида), Гий и Евбулей.
Из авторов нового времени Будимир (1920) связывал тритопатров с аттическими триттиями, а Швайцер (1922) толковал их через учение о душе и крылатых коней, уносящих души. За пределами Аттики их упоминает недавно обнаруженная надпись из Селинунта в Сицилии